# 馬基伊夫卡 (切爾卡瑟區)
馬基伊夫卡（烏克蘭語：Макіївка），是烏克蘭中部切爾卡瑟州切爾卡瑟區罗特米斯特里夫卡市镇内的村落。始建於十七世紀，面積20平方公里，海拔高度177米，2001年人口1,327，人口密度每平方公里61人。